# Marian Melman
Marian Meir Melman (ur. 3 stycznia 1900 w Żółkwi, zm. 30 października 1978 w Nowym Jorku) – polski reżyser oraz aktor teatralny i filmowy żydowskiego pochodzenia.
Początkowo aktor Teatru Żydowskiego w Łodzi, w latach 1953 do 1955 grał w Teatrze Żydowskim we Wrocławiu, a od 1955 roku w Teatrze Żydowskim w Warszawie. W 1964 roku odznaczony odznaką „Zasłużony Działacz Kultury”. W 1968 roku wyemigrował z Polski do Stanów Zjednoczonych, gdzie mieszkał do śmierci. Jego żoną była Ida Kamińska. Jest pochowany na Mount Hebron Cemetery.

## Filmografia
- 1968: Wege übers Land
- 1953: Celuloza